# らくらくホンプレミアム
らくらくホンプレミアム（らくらくホン・プレミアム）は、富士通が開発した、NTTドコモの第三世代携帯電話 (FOMA) 端末。らくらくホンシリーズの端末で、FOMA F884i（フォーマ・エフ はち はち よん・アイ・）のブランド名。

## 概要
iアプリ、ワンセグ、おサイフケータイ、FOMAハイスピード、GSM国際ローミング等がらくらくホンシリーズ史上初搭載された高機能化したモデルである。
スイングを採用し、ベースはらくらくホンシリーズそのままにし、F905iに近い機能が搭載され、またらくらくホンベーシックのデザインを手掛けた無印良品のアートディレクションなどを手がけるグラフィックデザイナーの原研哉を起用している。
またF905iとは違い、「しゃべって翻訳」、「専用Edyアプリ」などがプリインストールされている。
本体右側面は［音声読み上げ］キーと［ワンタッチブザー専用］キー、らくらくホンIVなどにあったスライドスイッチではなくキーの3秒以上長押しで鳴らす。誤操作防止以外に、ターゲットユーザーが“かなり携帯の扱いに慣れた”人を想定するので、今までのらくらくホンシリーズでは避けていたと思われる「長押し」操作も解禁されている。F905iに備わる指紋センサーは省かれる。閉じると自動的にロックする「開閉ロック」やICロックなどのセキュリティ機能は備えている。
| 主な対応サービス          | 主な対応サービス                    | 主な対応サービス        | 主な対応サービス             |
| ------------------------- | ----------------------------------- | ----------------------- | ---------------------------- |
| DCMX/おサイフケータイ     | うた・ホーダイ                      | 着うたフル/着うた       | デジタルオーディオプレーヤー |
| 直感ゲーム/メガiアプリ    | Music&Videoチャネル/ビデオクリップ  | 3Gローミング            | プッシュトーク               |
| FOMAハイスピード          | GPS/ケータイお探し                  | デコメール/デコメ絵文字 | iチャネル                    |
| 着もじ                    | テレビ電話/キャラ電                 | 電話帳お預かりサービス  | フルブラウザ                 |
| おまかせロック/バイオ認証 | 外部メモリーへiモードコンテンツ移行 | トルカ                  | iC通信                       |
| きせかえツール/マチキャラ | バーコードリーダ/名刺リーダ         | 2in1                    | エリアメール                 |

1. ↑  デコメールの編集、テンプレートダウンロード非対応。
2. ↑  カメラを使ったデジタル眼鏡にも対応。

## 歴史
- 2008年1月15日：電気通信端末機器審査協会 (JATE)通過
- 2008年2月17日：技術基準適合証明 (TELEC)通過
- 2008年3月17日:開発を発表。
- 2008年4月14日：発売開始